# Eugenia De Armas
Eugenia de Armas (Escobar, 3 de diciembre de 1999) es una esquiadora acuática especializada en wakeboarding argentina que se constituyó en la primera mujer de la historia en lograr un doble giro completo. A los 16 años se convirtió en esquiadora profesional.

## Carrera deportiva
Eugenia de Armas se dedicó desde muy pequeña a practicar el wakeboarding y a los 15 años comenzó a competir profesionalmente, ganando la competencia de apertura del Campeonato Argentino de Wakeboard, disputada en Misiones y consagrándose subcampeona nacional 2016. Por ese desempeño, ganó el Premio Jorge Newbery a los mejores deportistas del año en esquí acuático y waterboarding.
En 2017 ganó los campeonatos argentino y panamericano, y comenzó a competir en los torneos nacionales de Estados Unidos, viviendo seis meses en ese país y seis meses en Argentina. En 2018 obtuvo medalla de oro en los Juegos Suramericanos de 2018 y en los campeonatos latinoamericano y panamericano de wakeword. Sobre fines de 2018 De Armas causó sensación mundial al convertirse en la primera mujer en la historia mundial en lograr un doble giro completo.
Además, ese mismo año obtuvo el tercer puesto en el Campeonato Mundial de la IWWF, siendo este su primer podio en un torneo mundial.
En 2019 ganó la medalla de oro en los Juegos Panamericanos de Lima y en los Juegos Suramericanos de Playa. Ese mismo año, se coronó campeona mundial en el Campeonato Mundial de Italia.
En 2022 se consagró campeona suramericana en los Juegos Suramericanos de Asunción. Además, obtuvo el segundo puesto en los Juegos Mundiales.
En los Juegos Panamericanos de 2023, Eugenia logró la medalla de oro en la modalidad wakeboarding, su especialidad. En 2025, volvió a participar de los Juegos Mundiales en la misma prueba de Wakeboard, obteniendo en esta ocasión medalla de bronce.

## Premios
- Premios Jorge Newbery (2016)

- Olimpia de plata (2017)

- Olimpia de plata (2019)[11]

- Olimpia de plata (2022)

- Olimpia de plata (2024)[12]